# Proto (mythologie)
Pour les articles homonymes, voir Proto.
Dans la mythologie grecque, Proto (en grec ancien Πρωτώ / Prôtố) est une Néréide, fille de Nérée et de Doris, citée par Apollodore, Hésiode, Homère et Hygin  dans leurs listes de Néréides. Elle est une des douze Néréides à apparaître sur les quatre listes.

## Fonctions
Proto est la Néréide du premier voyage,.

## Famille
Ses parents sont le dieu marin primitif Nérée, surnommé le vieillard de la mer, et l'océanide Doris. Elle est l'une de leur multiples filles, les Néréides, généralement au nombre de cinquante. Pontos (le Flot) et Gaïa (la Terre) sont ses grands-parents paternels, Océan et Téthys ses grands-parents maternels.

## Mythologie
Proto est mentionnée comme l'une des 32 Néréides qui se rassemblent sur la côte de Troie, remontant des profondeurs de la mer pour pleurer avec Thétis la mort future de son fils Achille dans l'Iliade d'Homère.

## Évocation moderne

### Littérature
- Proto est citée parmi d'autres Néréides par le poète symboliste Jean Moréas (1856-1910) dans un de ces poèmes.